# Robert Carlson
Robert Carlson (São Francisco, 11 de abril de 1905 — Orange, 14 de abril de 1965) foi um velejador estadunidense, medalhista olímpico. Ele competiu nos Jogos Olímpicos de Verão de 1932 na classe 6 Metre e conquistou a medalha de prata na disputa a bordo do Gallant com Temple Ashbrook, Frederic Conant, Emmett Davis, Donald Wills Douglas Jr. e Charles Smith.